# Invertigo
Invertigo ist die Bezeichnung eines Achterbahnmodells vom Typ Shuttle Coaster des Herstellers Vekoma.
Die Streckenführung von Invertigo ähnelt der Streckenführung des Achterbahnmodells Boomerang vom selben Hersteller. Die Unterschiede der beiden Modelle liegen darin, dass die Züge nicht auf der Strecke fahren, sondern unter ihr hängen (Inverted Coaster). Mit dem Giant Inverted Boomerang gibt es eine größere Version dieses Modells.
Der Zug wird mit einem Seilzug rückwärts einen 40 m hohen Lifthill hochgezogen. Oben angekommen klinkt der Zug aus und fährt vorwärts den Lifthill hinab und durch die Station durch in die Cobra-Roll hinein. Nach der Cobra Roll fährt der Zug in den Looping und den zweiten Lifthill hinauf. Hier klinkt der Zug sich wieder ein und wird wieder hochgezogen. Nun klinkt sich der Zug wieder aus und fährt die Strecke rückwärts ab. In der Station wird der Zug abgebremst.

## Züge

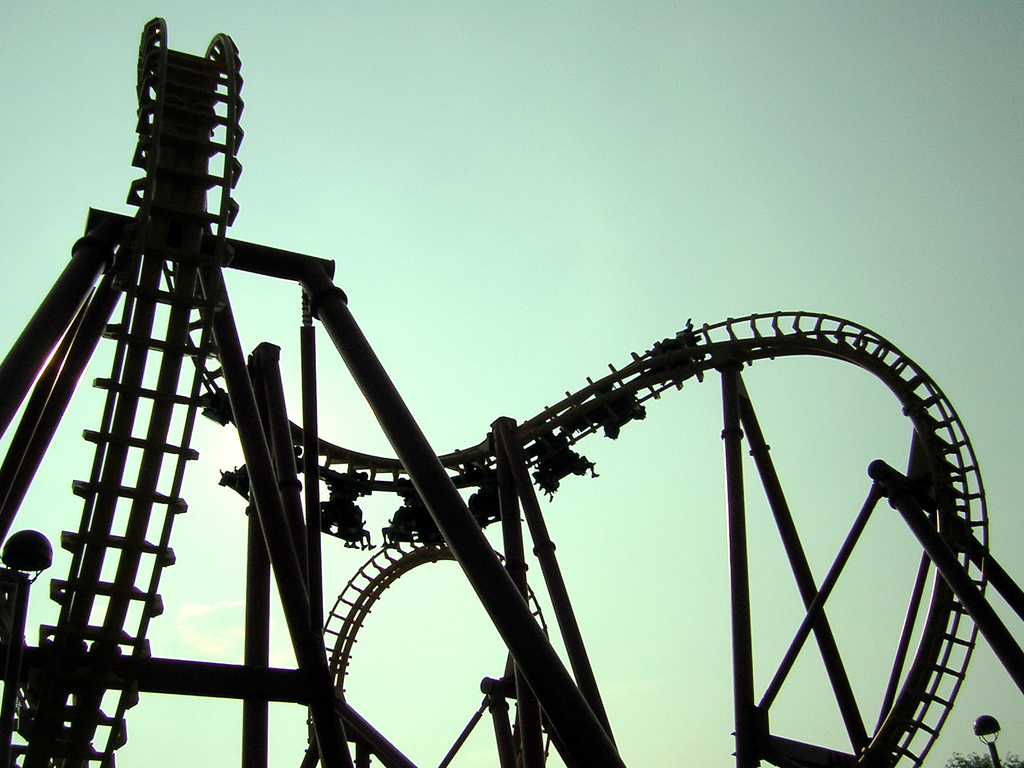
Invertigo in Kings Island

Die Züge des Invertigo besitzen sieben Wagen mit Platz für jeweils vier Personen (zwei Reihen für zwei Personen). Die Fahrgäste der beiden Sitzreihen eines Wagens sitzen mit dem Rücken zueinander. Als Rückhaltesystem kommen Schulterbügel zum Einsatz.

## Vorkommen
Das Modell Invertigo wurde insgesamt viermal von Vekoma gebaut und ausgeliefert. Die Erstauslieferung ging an den schwedischen Freizeitpark Liseberg, wo die Bahn unter dem Namen HangOver bis 2002 lief. Nach ihrer Demontage wurde sie zunächst nach Griechenland gebracht, wo sie mutmaßlich im Allou Fun Park aufgebaut werden sollte. Nach zweijähriger Lagerung wurde sie dann 2005 als Tornado im Sommerland Syd wiedereröffnet und war damit zum damaligen Zeitpunkt die einzige Auslieferung, die umgesetzt wurde.
| Achterbahn                               | Betreiber                                                  | Land                                      | Eröffnung                                    | Schließung             |
| ---------------------------------------- | ---------------------------------------------------------- | ----------------------------------------- | -------------------------------------------- | ---------------------- |
| Diabolik Two-Face: The Flip Side         | Movieland Park Six Flags America                           | Italien Vereinigte Staaten                | 24. April 2015 8. Mai 1999                   | 2007                   |
| Invertigo                                | Kings Island                                               | Vereinigte Staaten                        | 17. April 1999                               |                        |
| Stinger Invertigo                        | Dorney Park & Wildwater Kingdom California’s Great America | Vereinigte Staaten                        | 28. April 2012 21. März 1998                 | 2017 31. Oktober 2010  |
| Triops Tornado unbekannter Name HangOver | Parc Bagatelle Sommerland Syd Allou Fun Park Liseberg      | Frankreich Dänemark Griechenland Schweden | 30. Juni 2012 2. Juli 2005 nie eröffnet 1997 | 2011 nie eröffnet 2002 |